# Michał Stachyra
Michał Stachyra, ps. Puszon (ur. 27 grudnia 1978 w Krakowie) – polski ekonomista, autor i wydawca gier planszowych, fabularnych oraz karcianych, redaktor naczelny czasopism branżowych i linii książek, publicysta, bloger, badacz popkultury, działacz społeczny oraz przedsiębiorca. Był właścicielem wydawnictwa Kuźnia Gier oraz marek z nim związanych: Gry na Zamówienie, Fajne RPG, Magia i Miecz i Wydawnictwo Van Der Book.

## Życiorys
Urodził się 27 grudnia 1978 w Krakowie. Jest absolwentem II Liceum Ogólnokształcącego w Krakowie oraz Studiów Europejskich na Akademii Ekonomicznej, studiował także na Uniwersytecie Jagiellońskim.
Od młodości aktywny miłośnik gier i fantastyki – był organizatorem kilkunastu edycji konwentów: Krakon, Imladris, ConQuest, Constar, Magicon, Orkon, Dracool oraz Polcon. Ponadto był jednym z organizatorów oraz członkiem kapituł fandomowych nagród branżowych: Pucharu Mistrza Mistrzów, Gramy! i Quentina (w kapitule w latach 2000–2007). Był twórcą pierwszej strony internetowej polskiego fandomu oraz strony autorskiej pisarza Mirosława P. Jabłońskiego
Był wiceprezesem Galicyjskiej Gildii Fanów Fantastyki, honorowym członkiem Krakowskiego Klubu Miłośników Fantastyki, a w latach 2008–2011 zasiadał w zarządzie Związku Stowarzyszeń „Fandom Polski”.
Był korektorem podręczników do gry fabularnej Legenda Pięciu Kręgów. Wydawał i był redaktorem naczelnym fanzinu „Quenta”. Był redaktorem naczelnym Magazynu Gry Planszowe oraz stałym współpracownikiem kilku pism związanych z grami lub fantastyką. Publikował artykuły w prasie i serwisach internetowych związanych z grami i fantastyką.
W 2005 roku założył, wraz z Maciejem Zasowskim, wydawnictwo Kuźnia Gier tworzące i wydające gry planszowe, karciane i fabularne, od 2013 roku prowadził je samodzielnie. Był wydawcą i redaktorem prowadzącym gier fabularnych (RPG) – linie Wolsung, Savage Worlds, Adventurers oraz Pieśń Lodu i Ognia: Gra o Tron RPG. W latach 2009–2013 był wydawcą gry kolekcjonerskiej Veto. Od 2014 roku był wydawcą czasopisma Magia i Miecz.
Jest autorem około trzydziestu gier planszowych takich jak Wiedźmin – Przygodowa Gra Karciana, Wiedźmin: gra promocyjna, Wiochmen Rejser, Erynie, Rice Wars, Kapitan Bomba – gra karciana czy Wolsung: the Boardgame. Ponadto był producentem i wydawcą kilkunastu innych tytułów, w tym: Munchkin, 1984: Animal Farm, Alcatraz: The Scapegoat, Kingpin, Wiochmen 2. Jest współautorem kilku podręczników do gier fabularnych min.: systemu Q10, dodatku do systemu: Wiedźmin: Gra wyobraźni, podręczników z linii Wolsung.
W 2015 został jedną z twarzy kampanii społecznej „Tata bliżej dziecka” organizowanej przez Pełnomocnik Rządu do spraw Równego Statusu Kobiet i Mężczyzn.
W grudniu 2018 w wyborach do rad dzielnic Krakowa uzyskał mandat radnego dzielnicy III Prądnik Czerwony, został przewodniczącym Komisji Praworządności i Bezpieczeństwa Publicznego. Był prezesem Forum Mieszkańców Prądnika Czerwonego, prezesem Instytutu Juliusza Lea oraz członkiem zespołów międzynarodowego i miejskiego Klubu Jagiellońskiego.

## Życie prywatne
Mieszka w Krakowie. Ma dwoje dzieci: córkę Zofię i syna Piotra.

## Publikacje

### Gry planszowe i karciane
Autor lub współautor następujących gier planszowych i karcianych, wszystkie pozycje poza zaznaczonymi – nakładem wydawnictwa Kuźnia Gier:

- 2004: Fandoom (wyd. Grupa Quest)
- 2004: Troja (wyd. Krakowska Grupa Kreatywna)
- 2005: Labirynt Czarnoksiężnika
- 2005: Wiochmen Rejser
- 2006: Na sygnale
- 2006: Polowanie na Trolla (wyd. Magazyn Gry Planszowe)
- 2007: Iwigilacja – gra towarzyska
- 2007: Wiedźmin – Przygodowa Gra Karciana
- 2007: Wiedźmin: gra promocyjna (wyd. Kuźnia Gier i CD Projekt Red)
- 2007: Wypas
- 2008: Inwigilacja luksusowa
- 2008: Rice Wars
- 2008: Wolsung: the Boardgame
- 2009: Kapitan Bomba – gra karciana (wyd. Kuźnia Gier, Git Produkcja i 4fun.tv)
- Kung Fu (2009)
- 2010: Erynie (wyd. Kuźnia Gier i Społeczny Instytut Wydawniczy „Znak”)
- 2010: Grunwald: Walka 600-lecia (wyd. Kuźnia Gier i Narodowe Centrum Kultury)
- 2010: Intryga 13-th street (wyd. Kuźnia Gier i 13th Street Universal)
- 2010: Pirates 2ed: Governor’s Daughter
- 2011: Magiczna Warka
- 2011: Proces legislacyjny – gra planszowa (wyd. Kuźnia Gier i Kancelaria Senatu)
- 2011: Tajemnica Krainy Ducha Gór
- 2012: Evolutio!
- 2012: Ryzykanci: Koleje Fortuny (wyd. Kuźnia Gier i MCKiS)
- 2013: Aktywuj Warszawę
- 2013: Pioniersi
- 2013: Tropem Dębowego Liścia
- 2013: Veto: The Boardgame
- 2013: Zgrany Jarocin
- 2014: Gazociągi: Gra o inwestycje (wyd. Kuźnia Gier i Gaz-System)
- 2014: Kogeneracja (wyd. Kuźnia Gier i PGNiG)
- 2018: Śląscy Potentaci (wyd. Kuźnia Gier i Dom Współpracy Polsko-Niemieckiej)

### Gry fabularne
Współautor gier fabularnych i dodatków do nich, wszystkie pozycje poza zaznaczonymi – nakładem wydawnictwa Kuźnia Gier:
- Biały Wilk 2: Tajemnice Novigradu – dodatek do systemu: Wiedźmin: Gra wyobraźni (2001, Wydawnictwo Mag)
- uniwersalny system RPG: Q-10 (2004, Grupa Quest)
- system Wolsung. Magia Wieku Pary (2009)
- system Wolsung. Steam Pulp Fantasy (2012, jęz. angielski, Kuźnia Gier i Studio 2 Publishing)
- dodatki do systemu Wolsung:
  - Operacja Wotan (2009)
  - Lyonesse: Miasto, Mgła, Maszyna (2010)
  - W pustyni i w puszczy (2010)
  - Almanach nadzwyczajny (2011)
  - Slawia (2013)
  - Wolsung Trailer – Set für Schnellstarter (2014, jęz. niemiecki, Kuźnia Gier i Redaktion Phantastik)
  - Urdapedia 1 (2015, jęz. niemiecki, Kuźnia Gier i Redaktion Phantastik)
  - Urdapedia 2 (2016, jęz. niemiecki, Kuźnia Gier i Redaktion Phantastik)
- Światotworzenie. Edycja rozszerzona (2013)

### Inne
Publikował swoje artykuły w pismach związanych z grami „bez prądu” i z fantastyką, m.in. w: Magii i Mieczu (zarówno w starej, jak i nowej edycji), Portalu, Magazynie Gry Planszowe, Labiryncie, Hyperionie, Science Fiction, Gozoku, Inkluzie oraz licznych portalach internetowych, a także gazetach codziennych m.in. Dzienniku Polskim oraz na blogu o popkulturze Geeekozaur.pl, prowadzonym wraz z Maciejem Sabatem. Brał udział w nagraniach podcastu Klubu Jagiellońskiego – Krakowskie Gadanie, publikował też na stronie Klubu.

## Nagrody i wyróżnienia

### Nagrody
- Laureat nagrody Identyfikatory Pyrkonu za rok 2014 jak Promotor Fantastyki[25]
- Laureat nagrody Śląkfa za rok 2009 jak Wydawca Roku[26]
- Laureat nagrody Lux in Tenebris za rok 2009 jako Wydawca Roku

### Nominacje
- Nominowany do Śląkfy 2000 jako Fan Roku[27];
- Nominowany do nagrody Lux in Tenebris za rok 2009 jako Fenomen Roku
- Nominowany do Nagrody Golema za rozpowszechnianie i propagowanie fantastyki w Polsce w 2011
- Gry planszowe Rice Wars i Wolsung nominowane były do nagrody Gra Roku 2009[28]
- Gra fabularna Wolsung (edycja angielska) nominowana do nagrody ENnies 2013[29] w kategorii Best Writing[30]